# Tony Bazley
Anthony „Tony“ Bazley (* 10. September 1934; † 16. Dezember 2015 in Toronto) war ein US-amerikanischer Jazzmusiker (Schlagzeug).

## Leben und Wirken
Bazley wuchs in New Orleans auf und bildete als Jugendlicher mit Freunden eine R&B-Band. Er besuchte die Booker T. Washington High School, an der sein musikalisches Talent gefördert wurde. Durch Vermittlung von Earl Palmer erhielt er eine erste Auftrittsmöglichkeit im Club Dew Drop Inn. Ab 1952 leistete Bazley seinen Militärdienst bei der U.S. Air Force ab und spielte einer Band des Special Services, die in Sacramento stationiert war. Nach seiner Entlassung aus der Luftwaffe blieb er in Kalifornien und lebte lange Jahre in Los Angeles, wo er ein Jahr mit Eric Dolphy spielte und u. a. an Aufnahmen von  Wes Montgomery (Far West, 1958), Teddy Edwards/Les McCann (It’s About Time, 1959), Roy Ayers (West Coast Vibes, 1963), Dexter Gordon, Herb Geller, Curtis Amy und Leroy Vinnegar mitwirkte. Außerdem spielte er acht Jahre in der Orgel-Combo des Saxophonisten William Green. Im Bereich des Jazz war er zwischen 1957 und 1963 an zehn Aufnahmesessions beteiligt. 1989 kehrte er in seine Heimatstadt zurück, arbeitete in den folgenden Jahren mit lokalen Gruppen (u. a. auch mit Ellis und Delfeayo Marsalis) und ging in den 1990er-Jahren in Europa und Kanada auf Tournee. Auf dem  New Orleans Jazz & Heritage Festival hatte er 2008 seinen letzten Auftritt in einer Formation mit Nicholas Payton, Roderick Paulin, Chris Severin und Richard Knox.